# David Moberg Karlsson
Jens David Joacim Moberg Karlsson, zkráceně David Moberg Karlsson nebo zkratkou DMK, (* 20. března 1994, Mariestad, Švédsko) je švédský fotbalový záložník hrající za japonský tým Urawa Red Diamonds, kam přestoupil po třech letech z pražské Sparty.

## Klubová kariéra
Moberg Karlsson debutoval za IFK Mariestad, hrající 5. švédskou ligu, už ve 14 letech. Po dobrých výkonech v týmu i v juniorské reprezentaci podepsal dorosteneckou smlouvu v IFK Göteborg, v týmu, jehož je fanouškem. Během sezony 2011 se začal připravovat s A-týmem Göteborgu a odehrál i své první ligové utkání, a to proti AIK. Díky jeho dobrým výkonům mu byla v květnu 2012 nabídnuta profesionální smlouva na 5 let. Na začátku sezony 2013 poprvé v lize skóroval, když vstřelil gól IF. V červnu 2013 podepsal smlouvu se Sunderlandem, hrajícím anglickou Premier League., přestupová částka byla 1,9 milionu eur. Za Sunderland poprvé skóroval 24. července 2013 proti Tottenhamu v utkání Premier League Asia Trophy. Soutěžní debut odehrál v EFL Cupu proti MK Dons. Měl ale jisté neshody s trenérem, který mu neustále říkal, že je ten nejhorší fotbalista. V lednu 2014 Moberg Karlsson odešel na půlroční hostování do skotského Kilmarnocku. V srpnu 2014 podepsal čtyřletou smlouvu v dánském Nordsjællandu. V červnu 2016 podepsal smlouvu na tři a půl roku ve švédském Norrköpingu. V listopadu 2018 se Moberg Karlsson měl dohodnout na přestupu do pražské Sparty.

### AC Sparta Praha

#### 2018/2019
Moberg Karlsson přestoupil do Sparty 10. prosince 2018. Podepsal smlouvu na 3,5 roku. Poprvé za Spartu nastoupil 12. ledna v přátelském utkání proti Energii Cottbus. Do prvního utkání proti Bohemians nezasáhl kvůli drobnému svalovému zranění, ligový debut tak odehrál až 18. února proti Dukle a v zápase byl oceněn jako hráč utkání. Ve 22. kole, hraném 24. února proti Baníku, si připsal nejprve asistenci a v 57. minutě proměnil přímý kop a připsal si tak první gól za Spartu.

#### 2019/2020
Karlssonovi nevyšel vstup do sezony dobře, v prvním utkání sezony proti Slovácku byl pro špatný výkon střídán už ve 37. minutě a na několik kol vypadl ze sestavy Sparty. Do sestavy se vrátil 8. srpna v prvním utkání 3. předkola Evropské ligy proti Trabzonsporu, když v 87. minutě vystřídal Trávníka. Poté odehrál jeden poločas zápasu s Mladou Boleslaví a závěrečných 20 minut zápasu s Libercem. O měsíc později nastoupil do základní sestavy v pohárovém utkání s Jihlavou. Na konci září odehrál 86 minut za třetiligový „B“ tým, o týden později si za „B“ tým připsal první gól. Na konci října se Karlsson po dvou měsících objevil v základní sestavě prvoligového utkání (proti Bohemians Praha 1905). Role náhradníka a hráče třetiligové rezervy se Karlssonovi příliš nelíbila, v rozhovoru pro švédský deník Aftonbladet připustil odchod ze Sparty. Karlssonova situace se změnila poté, co Sparta propustila trenéra Václava Jílka, který mu nedával příliš prostoru, jelikož nový trenér Sparty Václav Kotal Karlssona začal nasazovat do základní sestavy. Karlsson se ve druhém zápase pod trenérem Kotalem gólově prosadil, když v 53. minutě utkání proti Fastavu Zlín využil přihrávku Tetteha. Tím začal svoji gólovou sérii, skóroval i ve třech dalších utkáních (jednou ale z osobních důvodů absentoval, derby vynechal kvůli narození syna).

#### 2020/2021
Úvod sezony po drobném zranění zmeškal, první minuty začal sbírat až od závěru třetího kola. Často se pak objevoval v základní sestavě, nebyl ale příliš produktivní, v podzimní části sezony si připsal jeden ligový gól proti Českým Budějovicím. Situace se ale změnila s příchodem trenéra Pavla Vrby, pod kterým vstřelil hned v prvním zápase dva góly z penalt Sigmě Olomouc, čímž otočil skóre pro Spartu. V následujícím utkání dokázal vstřelit hattrick Karviné. Ve dvou zápasech pod Pavlem Vrbou si tak připsal 5 gólů. Úctyhodnou sérii ale Karlssonovi zhatil nejprve pozitivní test na covid-19, a následně problém s čelistí, který vyústil až v operaci. Do hry se vrátil po téměř dvou měsících, a krátce musel nosit ochrannou helmu, která měla chránit operovanou čelist. Gólově produktivní měl měsíc duben, kde vstřelil tři góly. Celkem si v sezoně 2020/21 připsal 12 gólů (z toho 10 v lize, 2 v poháru), což byl po Lukáši Julišovi a Adamu Hložkovi třetí nejvyšší počet ve Spartě; k tomu přidal sedm asistencí.

#### 2021/2022
V prvním ligovém utkání hraném proti Sigmě Olomouc v úvodu utkání penaltu, čímž nastartoval k obratu z 0:1 na 3:2. Klíčovou penaltu proměnil i o pár dní později v odvetě 2. předkola Ligy mistrů proti Rapidu Vídeň, kterou vyrovnal celkový stav dvojutkání na 2:2. Gól připsal i v odvetě 3. předkola na hřišti AS Monaco FC, když využil chyby domácího gólmana Nübela; při celkovém skóre 1:5 pro Monaco se ale jednalo spíše o kosmetickou úpravu výsledku. Postupně ale začal i kvůli drobným zraněním vypadávat ze sestavy. Napříč soutěžemi naskočil v podzimní části sezony do 22 zápasů, připsal si 5 gólů a 3 asistence.
Celkem
David Moberg Karlsson ve Spartě působil 3 roky, během kterých nastoupil celkem do 96 utkání; připsal si 26 gólů a 22 asistencí. V sezoně 2019/2020 se Spartou oslavil vítězství v poháru. V sezonách 2020/21 a 2021/22 hrál základní skupinu Evropské ligy.

### Urawa Red Diamonds
V lednu 2022 Karlsson přestoupil do japonského klubu Urawa Red Diamonds za odhadovanou cenu milion euro.

## Reprezentační kariéra
Reprezentační debut Moberg Karlsson odehrál 8. ledna 2017 proti Pobřeží slonoviny, když odehrál závěrečných 28 minut. O týden později byl v základní sestavě přátelského utkání se Slovenskem, v utkání vstřelil gól a na dva góly přihrál.

### Góly v reprezentaci
| Gól | Datum       | Soutěž (kolo)    | Zápas               | Skóre (minuta) | Výsledek |
| --- | ----------- | ---------------- | ------------------- | -------------- | -------- |
| 1   | 12. 1. 2017 | Přátelské utkání | Švédsko – Slovensko | 2:00(51.)      | 6:0      |

## Osobní život
Karlssonův otec hrál převážně florbal, byl švédským mistrem. Na nižší úrovni hrál i fotbal. Od 5 let Karlsson pravidelně sleduje zápasy Arsenalu.

## Statistiky
| Sezona    | Soutěž  | Z  | Gól | A  |   | Vyloučení | Min. |
| --------- | ------- | -- | --- | -- | - | --------- | ---- |
| 2018/2019 | 1. liga | 15 | 3   | 5  | 1 | 0         | 914  |
| 2018/2019 | Pohár   | 2  | 0   | 0  | 0 | 0         | 114  |
| 2018/2019 | Celkem  | 17 | 3   | 5  | 1 | 0         | 1028 |
| 2019/2020 | 1. liga | 17 | 4   | 5  | 0 | 0         | 971  |
| 2019/2020 | Pohár   | 4  | 2   | 1  | 0 | 0         | 232  |
| 2019/2020 | Evropa  | 1  | 0   | 0  | 0 | 0         | 3    |
| 2019/2020 | Celkem  | 22 | 6   | 6  | 0 | 0         | 1206 |
| 2020/2021 | 1. liga | 26 | 10  | 6  | 1 | 0         | 1358 |
| 2020/2021 | Pohár   | 3  | 2   | 0  | 0 | 0         | 109  |
| 2020/2021 | Evropa  | 6  | 0   | 2  | 0 | 0         | 345  |
| 2020/2021 | Celkem  | 35 | 12  | 8  | 1 | 0         | 1812 |
| 2021/2022 | 1. liga | 13 | 2   | 2  | 3 | 0         | 615  |
| 2021/2022 | Pohár   | 2  | 1   | 1  | 0 | 0         | 160  |
| 2021/2022 | Evropa  | 7  | 2   | 0  | 0 | 0         | 224  |
| 2021/2022 | Celkem  | 22 | 5   | 3  | 3 | 0         | 999  |
| Sparta    | Sparta  | 96 | 26  | 22 | 5 | 0         | 5045 |